# 감항성
감항성은 항공에서 항공 안전에 대한 항공기의 적합성을 측정하는 척도를 가리키는 단어이다.

## 설명
감항성은 항공기가 등록된 주의 민간 항공국에서 발행한 감항인증에 의해 입증되며 필요한 항공기 정비를 수행하여 지속적인 감항성을 달성해야만 한다.  인증은 민간 항공 당국에서 적용한 표준을 기반으로 한다. 상호 운용성은 국가 벤치마크가 적용되는 국제 민간 항공 기구(International Civil Aviation Organization), 유럽 연합 항공 안전청(European Aviation Safety Agency), 북대서양 조약 기구 및 유럽 방위청(European Defence Agency)과 같은 국제 민간 및 군사 조직의 표준을 채택할 때 제공된다. 미국에서는 감항성이 미국연방규정집에 명시되어 있다. 항공기가 감항 가능한 상태가 아닌 한 누구도 항공기를 운항할 수 없다 민간 항공기를 지휘하는 조종사는 해당 항공기가 안전한 비행을 위한 상태인지 여부를 판단할 책임이 있다. 기장은 감항성을 손상시키는 불비행성 기계적, 전기적 또는 구조적 조건이 발생할 경우 비행을 중단해야 한다.

## 같이 보기
- 항공기
- 안전